# 小平忠正
小平 忠正（こだいら ただまさ、1942年〈昭和17年〉3月18日 - ）は、日本の政治家。
衆議院議員（7期）、農林水産政務次官、衆議院逓信委員長、衆議院農林水産委員長、衆議院外務委員長、衆議院議院運営委員長（第72代）、東京電力福島原子力発電所事故に係る両議院の議院運営委員会の合同協議会会長（初代）、国家公安委員会委員長（第86代）、内閣府特命担当大臣（消費者及び食品安全担当）などを歴任。2015年旭日大綬章受章。

## 来歴

### 生い立ち
北海道空知郡岩見沢町（のちの北海道岩見沢市）にて生まれた。岩見沢市立幌向小学校、札幌市立柏中学校、北海道札幌南高等学校を経て、慶應義塾大学法学部政治学科を卒業した。慶應義塾大学卒業後、ワシントンD.C.のジョージタウン大学大学院への留学を経て、1969年に総合商社である東洋棉花（のちのトーメン、現在の豊田通商）に入社した。1972年に退社し、その後は故郷である北海道に戻り、空知郡栗沢町で牧場を経営する。

### 政界入り
民社党北海道総務局役員を経て、1990年の第39回衆議院議員総選挙に、旧北海道4区から父・小平忠の後継者として民社党公認で出馬し、初当選。以後連続7回当選。1993年の第40回衆議院議員総選挙で再選し直後の首班指名で細川護熙支持で政治改革政権与党の一員となる（同じ選挙区の鳩山由紀夫が内閣官房副長官就任）。
1994年6月自社さ連立政権発足し鳩山は与党幹事長で自身は野党の一員となり、民社党解党に伴い、野党第1党である新進党の結党や民社協会結成に参加。新進党北海道連副会長として第13回統一地方選挙や第17回参議院議員通常選挙で新進党の党勢拡大に尽力していたが、1995年9月に創価学会からの後援会への介入に反発し離党した。その後、中選挙区時代は対立候補で小選挙区移行で戦うことは無くなった鳩山に誘われ、鳩山が代表幹事たる与党の新党さきがけに入党した。1996年、内閣総理大臣指名選挙で自由民主党総裁の橋本龍太郎を支持し、第1次橋本内閣で農林水産政務次官に任命された。野間赳とともに同職を務め、第2次橋本内閣の発足にともない、退任した。

### 民主党
1996年、旧民主党の結党に参加した。同年の第41回衆議院議員総選挙では、北海道10区にて立候補した。この選挙において、自民党の前職である渡辺省一に小選挙区で完勝した。また、北海道における民主党の基盤づくりに尽力し、自身の支持基盤である農民組織と労働組合と民主党という3軸体制を作り上げた。その際、北海道総支部連合会の初代代表に就任した。その後、衆議院逓信委員長、農林水産委員長などを歴任した。また、党内のグループでは、主に鳩山グループに属しつつ、民社協会にも所属した。
1997年3月1日、民主党の北海道支部にあたる民主党北海道総支部連合会（民主党道連）の設立にともない、初代代表に就任した。
2000年の第42回衆議院議員総選挙では、当時自民党総務局長だった鈴木宗男の強い後押しで渡辺省一の長男である渡辺孝一に公認争いで勝った元農水省課長の山下貴史を、大差で破り比例復活も許さなかった。
2003年の第43回衆議院議員総選挙では、再び山下を大差で破ったが、比例復活を許した。
2005年の第44回衆議院議員総選挙では、郵政民営化に反対し無所属で再選を目指す山下、自民党の飯島夕雁の猛追を受けるが、飯島を破り小選挙区で6選。同年、民主党代表の前原誠司の下で党代議士会の会長に就任し、前原の後任の代表である小沢一郎の下でも留任した。
2009年の第45回衆議院議員総選挙では、飯島を大差で破り、7選。その後、民主党の中央選挙管理委員会にて委員長に就任し、2010年の2度の民主党代表選挙を取り仕切った。同年9月、衆議院外務委員長に就任した。
2011年9月、衆議院議院運営委員長である川端達夫の総務大臣就任にともない、後任の議院運営委員長に就任した。同年11月、国会に新設された東京電力福島原子力発電所事故に係る両議院の議院運営委員会の合同協議会にて、初代会長に就任した。
2012年10月、野田第3次改造内閣の国家公安委員会委員長兼内閣府特命担当大臣（消費者及び食品安全担当）として初入閣。10月23日から24日のみ法務大臣・拉致問題担当大臣の田中慶秋が辞任したことに伴って、内閣法第10条の規定に則り法相及び拉致担当相の職務を遂行する国務大臣に指定された。
同年12月16日の第46回衆議院議員総選挙では小選挙区で公明党前職の稲津久に敗北し、比例復活もならず落選した。
2014年の第47回衆議院議員総選挙には出馬せず、政界を事実上引退する。2017年の第48回衆議院議員総選挙ではかつて自身の秘書だった立憲民主党の神谷裕ではなく小選挙区で争った稲津への支持を表明した。

## 政策・主張

### 国家公安委員長・内閣府特命担当大臣として
- 就任当時激化していた北部九州の暴力団抗争について「一般市民、そして暴力団排除に協力していただいている勇気ある市民が、危険にさらされる事態になっています。警察がそうした人をしっかり守らなければならない。そして、暴力団抗争が他地域に飛び火しないよう、抑え込まなければなりません」と主張している[9]。
- コンピューターウイルスを使って他人のパソコンを利用したなりすまし事件で誤認逮捕が生じた際、誤認逮捕された人物に謝罪し、「残念ながら、その分野の知識や技術で、警察が追いついていなかった面があるのは認めざるを得ません」と警察のサイバー面の知識、経験が不足している点を認めた。そのうえで、各国と綿密な情報交換が必要だが、安全保障の問題が絡む点がありなかなか難しいのでまずは専門知識を有する集団を組織し、高いレベルの防御態勢を構築すると主張している[9]。
- 「悪質な訪問販売を受けた市民は消費者センターに相談し事件化すると、捜査するのは警察です。警察行政と消費者行政は、つながっているのです」と述べ、市民が消費者センターに相談した段階できちっとした処置をとれば、事件沙汰になる前に解決することもできるなど未然防止が一番重要と主張している[9]。
- 「従来の行政はどちらかというと企業側の視点に立っていたが、今は消費者サイドに立った目線が欠かせない」と述べ、環境庁が発足したときピンとこないと言う人もいたが、今や環境は非常に重要な政策課題で「庁」から「省」に昇格したことを例に挙げて消費者庁はいずれ「省」になるべきと主張している[9]。

### その他の政策・主張
- 1999年、国旗及び国歌に関する法律案の衆院本会議における採決で反対票を投じた（民社協会の所属国会議員で反対は他に福岡宗也のみ、棄権は参院の勝木健司と木俣佳丈のみ）。
- 日本のTPP参加に対して慎重な立場をとる[9]。
- 北朝鮮のミサイル発射の阻止に向け、あらゆる手段を通じ、断固たる措置をとるとしている[10]。

## 人物
- 2017年の衆院選においてかつての選挙で小平を破った稲津を支援した背景としては、民社党出身である小平自身が反共主義者であり、その共産党と選挙協力（野党共闘）を行っていたことに反発していたことがあげられる。その選挙では公明党陣営から演説を数回行い、「前々回の選挙で稲津さんと戦って、一敗地にまみれた小平です」、「（稲津と戦った）私がなぜここ（稲津陣営）にいるのか不思議でしょう？」と自虐的な挨拶をして支持者から大うけしたほか、「自分は75歳、もう選挙に出られない。ではこの北海道10区をだれに託すか、私は稲津さんを選びました。」、「神谷は私の秘書だが、私の理念、考えに反して勝手な行動をとるなら応援できない」、とその理由を明らかにした[11]。
- 民主党が結党されて以来、農民組織と労働組合などとの協力体制を築き上げてきたなど北海道民主党を育ててきた自負があり、その後継政党である民進党が選挙前に希望の党と合流し、立憲民主党が新たに結党されて分裂してしまったことについて「私が作った北海道民主党は無くなってしまった」と述べた[12]。
- 農業が盛んな北海道出身で政界入りする前から牧場を経営していたことから農水政策に明るく、農水政務次官や衆議院農林水産委員長を歴任したなど、「農政のプロ」を自任する[13]。

## 不祥事
- 1992年4月から1993年3月までと1996年1月から2002年2月までの計7年間、国民年金が未納であったことが判明した[14]。